# Denis O’Brien (Politiker)

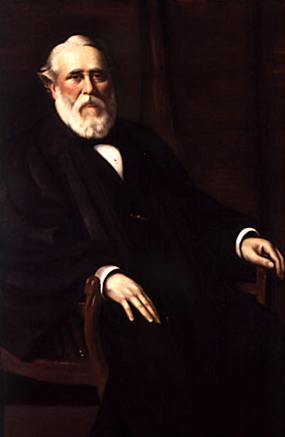
Denis O’Brien

Denis O’Brien (* 13. März 1837 in Ogdensburg, New York; † 18. Mai 1909 in Watertown, New York) war ein US-amerikanischer Jurist und Politiker (Demokratische Partei).

## Werdegang
Die Jugendjahre von Denis O’Brien waren von der Wirtschaftskrise von 1837 und dem Mexikanisch-Amerikanischen Krieg überschattet. Er studierte Jura, erhielt 1861 seine Zulassung als Anwalt und begann dann in Watertown (New York) zu praktizieren. Die Folgejahre waren vom Bürgerkrieg überschattet. 1872 wurde er zum Bürgermeister von Watertown gewählt. Bei den Wahlen im Jahr 1883 wurde er zum Attorney General von New York gewählt und 1885 wiedergewählt. O’Brien bekleidete den Posten von 1884 bis 1887. 1889 wurde er zum Richter am New York Court of Appeals gewählt und 1903 wiedergewählt. Er hielt den Posten bis Ende 1907, als er die verfassungsmäßige Altersbegrenzung von 70 Jahren erreichte. 1909 verstarb er an den Folgen einer Appendizitis in seinem Heim in Watertown.
Sein Sohn John F. O’Brien war auch Richter am New York Court of Appeals.